# Хрия
Хрия (от др.-греч. χρεία) — термин риторики.
В классическом учебнике «Риторика» Н. Ф. Кошанского, по которому преподавали этот предмет в начале XIX века, хрия рассматривалась как частная комбинация одного из 24 так называемых топосов — «общих мест», присутствующих в любом литературном сочинении. Одной из областей применения хрии является амплификация. Наука риторики выделяет в составе хрии следующие основные части:
1. вступление,
2. причина,
3. противоположение,
4. подобие,
5. пример,
6. свидетельство,
7. заключение[2].

Хрия, таким образом, есть некая совокупность приёмов для развития предложенной темы. В античные времена, когда ораторское искусство стало предметом системного научного осмысления и риторика возникает как наука «изобретения и расположения мыслей», первые риторы-теоретики начинают систематизировать эти способы. Используемые в учебных целях сборники хрий были популярны; древнейшие из них были составлены риторами Гермогеном и Афтонием.
Сам термин «изобретение» применительно к риторике имел не техническое, как сегодня, а специфически литературное значение, что видно из приводимых ниже цитат.

## В истории русского образования
С античных времён вплоть до середины XIX века упражнения в составлении хрий составляли важный элемент обучения риторике. Составление хрий было одним из излюбленных заданий, которые давали студентам профессора словесности. При том что приведённые выше научные определения хрии уже сами по себе достаточно скучны, в Московском университете первой трети XIX века дело усугублялось тем, что вёл эти занятия профессор П. В. Победоносцев — человек, чьи лекции, по воспоминаниям ставших затем писателями студентов, отличались изрядной скукой. Вспоминая студенческую риторику один за другим, они, не сговариваясь, решили начать свои рассказы с хрий.
Как вспоминает П. И. Прозоров, на такой лекции Победоносцева заскучал В. Г. Белинский:
«Не забыть мне одного забавного случая с ним на лекции риторики. Преподаватель её, Победоносцев, в самом азарте объяснения хрий вдруг остановился и, обратившись к Белинскому, сказал:
 — Что ты, Белинский, сидишь так беспокойно, как будто на шиле, и ничего не слушаешь? Повтори-ка мне последние слова, на чём я остановился?
 — Вы остановились на словах, что я сижу на шиле,— отвечал спокойно и не задумавшись Белинский».
Студенты разразились смехом. Победоносцев «с гордым презрением» отвернулся и продолжил свою лекцию о хриях, инверсах и автониянах. Как и следовало ожидать, «горько потом пришлось Белинскому за его убийственно едкий ответ».
«На первом курсе я застал ещё Победоносцева, преподававшего риторику по старинным преданиям, [и стало] невыносимо скучно:
 — Ну что, Аксаков, когда же ты мне хрийку напишешь? —
говорил, бывало, Победоносцев. Студенты, нечего делать, подавали ему хрийки», — вспоминает старший сын одного из крупнейших русских писателей, Сергея Тимофеевича Аксакова, сам впоследствии публицист, поэт, литературный критик и лингвист, Константин Сергеевич Аксаков.
Наряду с Победоносцевым Д. П. Иванов вспоминает о другом, не менее скучном для него словеснике — профессоре Яблонском: один не лучше другого, по его мнению, толковали они «и об источниках изобретения, о хриях ординарных и превращённых…». Иванов сетует: «Учась латыни, воспитанники находили жизнь и одушевление в мёртвом языке; а в классах русской словесности изучали живой отечественный язык, как мертвый; здесь вся суть учения заключалась в буквальном запоминании сухих, ни к чему не прилагавшихся правил».
Изучению «мёртвых» языков (древнегреческого, латыни) и выросшей в буквальном смысле на их почве науке риторики уделялось существенное место в классическом гимназическом и университетском образовании как в России, так и за рубежом. С экономической точки зрения такое «излишество» не очень сильно обременяло бюджет государства, так как в России конца XVIII века было всего лишь три гимназии. И даже после реформ Александра I, вновь после Петра «насадившего» в России в начале XIX века университеты, фундаментальное образование долгое время оставалось привилегией меньшинства.
После отмены крепостного права, за которым последовало ускоренное развитие промышленного капитализма, на повестку дня встала необходимость проведения новой реформы народного образования: промышленность всё в возрастающих масштабах требовала хотя бы элементарно грамотных работников. Для этого требовалось резко увеличить количество школ и гимназий, обеспечив их соответствующим количеством учителей. Также, что не менее важно, стала развиваться новая разновидность учебных заведений — коммерческих гимназий, выделив в их учебных программах достаточное количество часов для изучения специальных предметов. В числе первых под сокращение попали «мёртвые» языки и, отчасти, риторика.
Окончательно риторика исчезает из школьных учебных программ в 1920-е годы. В 1990-е годы, из-за того что в систему среднего образования вернулось понятие гимназии, в России стали предприниматься попытки возродить и прежние гимназические программы, в том числе риторику.

## Пример современного определения хрии
В обновлённых учебниках риторики хрия определяется, к примеру, так:
Хрия — слово или рассуждение, которое изъясняет или доказывает какой-либо тезис. В хрии мы имеем одну мысль (предложение, тезис), которую нужно доказать как справедливую либо опровергнуть как ложную.

### Структура строгой (классической) или прямой хрии
Строгая хрия требует, чтобы формулировка основного тезиса предшествовала возможным выводам и частным следствиям из этого тезиса: тезис — доказательство. Её структура состоит из 8 частей:
1. Приступ — начало речи с целью привлечения внимания (похвала или описание).
2. Парафразис — разъяснение темы, экспликация.
3. Причина — доказательство тезиса (этот тезис верен, потому что…).
4. Противное — если нет, то…
5. Подобие — сравнение этого явления со смежными областями.
6. Пример или иллюстрация.
7. Свидетельство (ссылка на авторитет).
8. Заключение или вывод (своё отношение к теме).

### Структура нестрогой (свободной) хрии
Доказательство — тезис.
Нестрогая (свободная) хрия — способ рассуждения, при котором вначале подбираются частные аргументы, а затем формируется сам тезис. Он также называется индуктивным (сократовским).
Структура нестрогой хрии состоит из 5 частей:
1. Приступ.
2. Доказательство или аргумент.
3. Связь — посредством искусственной связи или логического мостика адресат подводится к той мысли, в которой его необходимо убедить.
4. Формулировка тезиса (основной мысли).
5. Заключение.

### Практическое использование хрии
К. С. Аксаков, В. Г. Белинский, М. Ю. Лермонтов и многие другие в бытность свою студентами П. В. Победоносцева в Московском университете писали ему «хрийки» на античном материале — том же, что разбирался в классическом учебнике Кошанского.
Сегодняшние студенты и школьники пишут хрии на другую, современную, прагматическую тематику. Пример домашнего задания:

Используя структуру обратной хрии, написать обращение, листовку, рекламу.